# アンドリュー・マコーミック
アンドリュー・ファーガソン・マコーミック（Andrew Ferguson McCormick、1967年2月5日 - ）は、ニュージーランド出身の元ラグビー選手、ラグビー指導者。

## プロフィール
- ポジションはセンター(CTB)
- 日本代表キャップは25。
- 愛称は「アンガス」。

## 経歴
ラグビーの名門クライストチャーチ・ボーイズハイスクール卒業。NZ Colt選出、NZ Development XV選出、カンタベリー州代表選手にも選出された。
1993年に東芝府中に加入し、1996年からの日本選手権3連覇に貢献、主将も務めた。
1996年に日本代表選手に選出。アメリカ戦で勝利し、対アメリカ代表初白星を挙げた。また、元木由記雄（当時神戸製鋼所属）と共にバーバリアンズに選出され、スコットランドXVと対戦した。
1998年には、外国人初の日本代表主将に選ばれ、ワールドカップ1999に出場。
2000年に現役を引退し、東芝府中のヘッドコーチに就任する。
2002年3月に現役復帰し釜石シーウェイブスに加入。
2004年、再び現役引退。テクニカルコーチに就任。
2005年、コカ・コーラウエストジャパンの臨時BKコーチに就任。トップリーグ昇格に貢献。
2009年シーズンより、トップウェストに参戦するNTTドコモレッドハリケーンズのヘッドコーチに就任。
2011年シーズンより、NTTドコモレッドハリケーンズのシニアヘッドコーチに就任。
2012年4月、関西学院大学ラグビー部ヘッドコーチに就任。
2016年6月、摂南大学ラグビー部コーチに就任。
2022年6月、甲南高等学校ラグビー部コーチに就任。

## 人物
日本での生活が長く流暢な日本語を話す。ラグビーの競技中は顔を赤くし、気迫溢れるプレースタイルから「赤鬼」と呼ばれた。
現役引退後はクライストチャーチで旅行代理店「NZ Enjoy Company」を経営し取締役を務めていたが、関西学院大学ラグビー部ヘッドコーチ就任に伴い旅行代理店業は廃業している。
父は元オールブラックスのファーガス・マコーミック（16キャップ）。祖父もオールブラックスに選ばれたアーキー・マコーミック。
ブラジル人のカシア夫人とは東芝府中在籍時に東京で知り合い1995年に結婚した。夫妻の間に1男1女を儲ける。